# Mokran Kwangmyong Co.
Mokran Video (Chosŏn'gŭl : 목란 비데오; Mongnan Pideo; lit. "Magnolia Video" ) és una companyia de gravació i distribució audiovisual de Corea del Nord, fundada el desembre de 1992. L'empresa té els drets d'autor de totes les obres audiovisuals nord-coreanes i és responsable de la distribució i venda de les mateixes, a més de la distribució de contingut internacional dins del país.
Mokran Video va ser fundada el desembre de 1992, baix l'organització de Kim Il Sung. L'empresa era responsable de produir tot el contingut multimèdia del país, sent els més populars obres d'art escènic com ara música i pel·lícules.
A la dècada del 2000, es van introduir materials en llengües estrangeres per a infants i adolescents, DVD educatius i materials que relataven els èxits econòmics i tecnològics recents del país. El maig de 2006, sota la direcció de Kim Jong-il, es va obrir una nova fàbrica de vídeo Mokran, que va automatitzar gran part del procés, permetent al país produir milers de contingut multimèdia diàriament. Comercialitzen les pel·lícules a parades, i el 2012, s'estimava que hi havia uns 50 punts de venda de Mokran Video a Pyongyang.